# Rolf von Lilienhoff-Zwowitzky
Rolf von Lilienhoff-Zwowitzky (1895-1956) est un officier de marine allemand de la Seconde Guerre mondiale. Il fut commandant de la zone maritime de Gênes de 1943 à 1944.

## Biographie
Rolf von Lilienhoff-Zwowitzky naît le 7 juillet 1895 à Montigny-lès-Metz, dans la banlieue de Metz, une ville de garnison animée d'Alsace-Lorraine. Avec sa ceinture fortifiée, Metz est alors la première place forte du Reich allemand, constituant une pépinière de militaires d'exception. Si le jeune Rolf est attiré par le métier des armes, rien ne le destine à une carrière dans la marine. Pourtant, Rolf von Lilienhoff-Zwowitzky s’engage en 1914 dans la Kaiserliche Marine. 

### Première Guerre mondiale
Peu après, la Première Guerre mondiale éclate. Rolf von Lilienhoff-Zwowitzky sert durant toute la guerre dans la marine impériale allemande. 

### Entre-deux-guerres
Après la Première Guerre mondiale, Rolf von Lilienhoff-Zwowitzky continue sa carrière dans la Reichsmarine, puis dans la Kriegsmarine. Officier de la Kriegsmarine à la division centrale du chantier naval de Wilhelmshaven, Lilienhoff-Zwowitzky participe à différents projets sur le chantier naval à partir de juin 1934. 

### Seconde Guerre mondiale
Lorsque la guerre éclate, Rolf von Lilienhoff-Zwowitzky est toujours sur le chantier naval de Wilhelmshaven. Il y travaille jusqu'en septembre 1941. Promu Fregattenkapitän, capitaine de frégate, Rolf von Lilienhoff-Zwowitzky est affecté à l’état-major du chantier naval de Wilhelmshaven en tant que Stabsoffizier. Il y est affecté de novembre 1941 à mars 1942. Rolf von Lilienhoff-Zwowitzky est nommé Kommandeur de la 16e Schiffsstammabteilung, basée à Bergen op Zoom en Hollande, de mars 1942 à janvier 1943. En février 1943, Lilienhoff-Zwowitzky est nommé commandant du port de Bizerte, en Tunisie. 
Les américains ayant repris le port le 7 mai 1943, Lilienhoff-Zwowitzky est affecté, comme Marineverbindungsoffizier, officier de liaison naval, à l’État-major de la marine italienne à Gênes. Après l’armistice de Cassibile signé le 7 septembre par les Italiens et les Alliés, Lilienhoff-Zwowitzky est nommé, commandant de la zone maritime de Gênes. Il y assume son commandement jusqu’en mai 1944. 
Les Alliés ayant débarqués en Italie, l’armée allemande est contrainte de se replier. Von Lilienhoff-Zwowitzky est alors affecté à l’Oberkommando der Wehrmacht (OKW), où il est nommé Chef der Wehrmachtsordnungstruppen en juin 1944. Promu Kapitän zur See, capitaine de vaisseau, le 1er janvier 1945, Lilienhoff-Zwowitzky restera à son poste jusqu’en mai 1945. 
Rolf von Lilienhoff-Zwowitzky décèdera le 24 décembre 1956.

## Sources
- Biographie succincte sur reocities.com